# Kyneton
Kyneton is een plaats in de Australische deelstaat Victoria en telt 5905 inwoners (2006).